# Alrik Åkerström
Karl Alrik Gustav Valfrid Åkerström, född den 12 mars 1903 i Avesta, död den 12 oktober 1974 i Stocksund, var en svensk ämbetsman.
Åkerström avlade juris kandidatexamen vid Uppsala universitet 1928 och genomförde tingstjänstgöring 1928–1932. Han anställdes i försäkringsrådet 1933, blev assessor där 1941 och försäkringsråd 1951. Åkerström var ordförande i kommunalfullmäktige i Stocksund 1950–1958. Han var medlem av Mazerska kvartettsällskapet, Orphei drängar och Stockholms studentsångarförbund. Åkerström publicerarde uppsatser i juridiska tidskrifter. Han blev riddare av Nordstjärneorden 1954 och kommendör av samma orden 1968. Åkerström vilar på Djursholms begravningsplats.